# Сессеньон, Стивен
Зезе Стивен Сессеньон (англ. Zeze Steven Sessegnon; родился 18 мая 2000, Оксфорд) — английский футболист, защитник клуба  «Уиган Атлетик».

## Клубная карьера
Стивен — воспитанник юношеской академии «Фулхэма». Его брат, Райан, также является профессиональным футболистом и играет за английский клуб «Тоттенхэм Хотспур».
Выступал на правах аренды за «Бристоль Сити», «Плимут Аргайл» и «Чарльтон Атлетик».

## Карьера в сборной
4 декабря 2015 года дебютировал в составе национальной сборной Англии до 16 лет в матче против сверстников из Бразилии.
10 февраля 2017 года дебютировал в сборной Англии до 17 лет. В 2017 году в составе сборной принял участие в чемпионате мира.

## Достижения
Сборная Англии (до 17 лет)
- Победитель чемпионата мира (до 17 лет): 2017